# Zymophilus
Zymophilus è un genere di batterio appartenente alla famiglia delle Acidaminococcaceae.